# Szczyt koreański (2000)

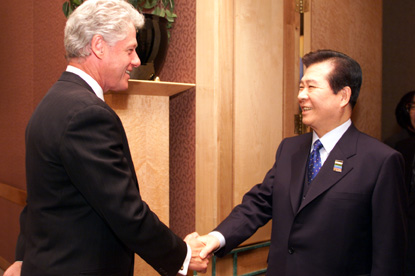
Prezydent Stanów Zjednoczonych Bill Clinton i prezydent Korei Południowej Kim Dae-jung (wrzesień 1999)

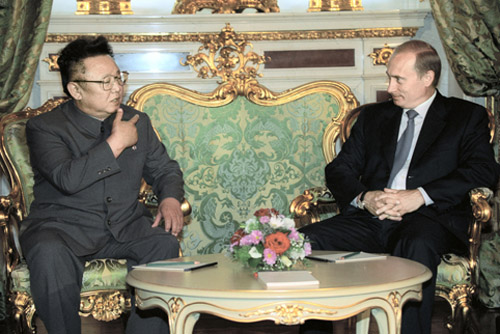
Prezydent Rosji Władimir Putin i przywódca Koreańskiej Republiki Ludowo-Demokratycznej Kim Dzong Il (sierpień 2001)

Szczyt koreański – spotkanie przywódcy Koreańskiej Republiki Ludowo-Demokratycznej Kim Dzong Ila i prezydenta Republiki Korei Kim Dae-jungiem, które miało miejsce 13–15 czerwca 2000 roku w Pjongjangu. Było to pierwsze spotkanie przywódców państw koreańskich od wojny koreańskiej. Szczyt był postrzegany jako krok w kierunku rozładowania napięcia pomiędzy państwami.

## Przebieg spotkania
25 lutego 1998 roku podczas inauguracyjnego przemówienia Kim Dae-jung wyraził gotowość do spotkania przywódców państw koreańskich. Szczyt miał się odbyć w ramach realizowanej przez Kim Dae-junga słonecznej polityki, której głównym celem było nawiązanie współpracy gospodarczej z Północą i pomoc gospodarcza dla uboższego sąsiada. 8 kwietnia 2000 roku zapowiedziano przeprowadzenie spotkania w czerwcu. Rozmowy przygotowawcze odbywały się w Pekinie, Szanghaju i Genewie. Zgodnie z ustaleniami obie strony zobowiązały się nie używać flag państwowych ani grać hymnów.
13 czerwca w Pjongjangu wylądował samolot, z którego wysiadł prezydent Korei Południowej wraz z małżonką. Po przywitaniu Kim Dzong Ila z parą prezydencką gospodarz wsiadł do samochodu z gościem i odwiózł go z lotniska. Północnokoreańscy gospodarze nie pozwolili Kim Dae-jungowi wygłosić orędzia do mieszkańców Korei Północnej (w mowie polityk zamierzał wezwać do solidarności obu państw koreańskich). Rozmowy prowadzono w Pawilonie Stu Kwiatów, bez obecności przedstawicieli mediów.
14 czerwca zobowiązano się do wybudowania połączenia kolejowego Seul–Pjongjang oraz zorganizowania spotkań dla rozdzielonych krewnych. 
15 czerwca 2000 roku przywódcy państw koreańskich podpisali 5-punktową Wspólną Deklarację Północy i Południa Korei. Dokument zwracał uwagę na dwie sprawy: rozwój współpracy miał zmierzać do zjednoczenia Półwyspu Koreańskiego (Południe zaproponowało stworzenie konfederacji, a Północ luźnej federacji) oraz rozpoczęcia pierwszych kroków zmierzając do współpracy obu państw we wszystkich dziedzinach życia. Na deklaracji znalazł się punkt mówiący o umożliwieniu rozdzielonym rodzinom spotkania się (później okazało się, że spotkanie nie dotyczyło wszystkich rodzin, a wizyty miały trwać tylko trzy dni). Korea Południowa zobowiązała się do kontynuowana pomocy żywnościowej, wspomagania rozwoju gospodarki wiejskiej i pomocy w modernizacji kopalń węgla.
Kim Dzong Il w trakcie szczytu nakazał zawieszenia wrogich audycji radiowych kierowanych do Korei Południowej. Podobną decyzję podjął po spotkaniu w stolicy Korei Północnej rząd południowokoreański. Pomimo zapowiedzi państwowych nie zdecydowano się na utworzenie „gorącej linii” pomiędzy Pjongjangiem a Seulem.
Po szczycie Kim Dae-jung powiedział, że niebezpieczeństwo wybuchu wojny znikło, a szczyt otworzył nowy rozdział na drodze do zjednoczenia Korei. Obydwaj przywódcy wielokrotnie podkreślali dużą rangę tego szczytu.

## Następstwa
Opinia publiczna dowiedziała się o niektórych elementach spotkania po rozmowie telefonicznej pomiędzy Kim Dae-jungiem a prezydentem Stanów Zjednoczonych Billem Clintonem. Podczas rozmowy prezydent Korei Południowej powiedział, że rozmawiano między innymi na temat programu rakietowego Korei Północnej (który utrudniał nawiązaniu współpracy pomiędzy państwami). Bill Clinton wyraził zadowolenie z podjęcia tego tematu podczas szczytu w Pjongjangu. Po zakończeniu szczytu amerykańskie media poinformowały, że USA nie zamierza zmniejszać swojej obecności wojskowej w Korei Południowej.
Społeczeństwo Korei Południowej przyjęło wyniki szczytu z dużymi nadziejami. W sondażach opinii publicznej 86% badanych poparło prezydenturę Kim Dae-junga po szczycie. Południowokoreańska opozycja przyjęła wyniki szczytu bez zbytniego entuzjazmu. W listopadzie 2000 roku prezydent Korei Południowej Kim Dae-jung otrzymał Pokojową Nagrodę Nobla za „prace na rzecz demokracji i praw człowieka w Korei Południowej i Wschodniej Azji, a szczególnie pokoju i pojednania z Koreą Północną”.
W styczniu 2003 roku media pojawiła się informacja o prawdopodobnym przekazaniu 500 mln dolarów do Korei Północnej. Jeden z oddziałów przedsiębiorstwa Hyundai miał przepłacić za licencje turystyczne, transferując w ten sposób środki do Korei Północnej. Zamieszany w sprawę przewodniczący grupy Hyundai Asan Chung Mong-hun popełnił samobójstwo. We wrześniu 2003 roku sąd południowokoreański skazał sześciu urzędników za nielegalny transfer pieniędzy do Korei Północnej. Za przekazane pieniądze Pjongjang miał zgodzić się na zorganizowanie szczytu. Skandal zniszczył reputację szczytu i Kim Dae-junga.